# Donny Montell
Donny Montell, pseudonimo di Donatas Montvydas (Vilnius, 22 ottobre 1987), è un cantante lituano.

## Biografia
Ha partecipato al New Wave Star di Jūrmala nel 2011. La sua consacrazione è avvenuta nel 2012 quando ha vinto la selezione nazionale lituana per l'Eurovision Song Contest 2012 con Love is Blind. Ha rappresentato il suo paese a Baku il 24 maggio (seconda semifinale) guadagnandosi l'ingresso alla finale il 26 maggio.
Nel 2016 è stato designato nuovamente come rappresentante del suo Paese all'Eurovision Song Contest e anche stavolta è riuscito a entrare in finale.